# 路易·皮斯霍斯
路易·西霍尤斯（英文：Louie Psihoyos，1957年—），美国摄影师、纪录片导演，就职于《国家地理》杂志。他还是一名潜水员，热衷水下拍摄。他于2009年推出了他导演的第一部纪录片《海豚湾》，描述了日本太地町渔民大量捕杀海豚的行为。该片在各大电影节上获多项纪录片大奖，更於2010年在第82屆奧斯卡金像獎上贏得奧斯卡最佳紀錄片獎。

## 外部連結
- 官方网站
- 《血色海灣》官網 （页面存档备份，存于）
- Oceanic Preservation Society （页面存档备份，存于）
- International Whaling Commission